# Élections générales néo-brunswickoises de 1978
L'élection générale néo-brunswickoise de 1978, aussi appelée la 49e élection générale, a lieu le 23 octobre 1978 afin d'élire les membres de la 49e législature de l'Assemblée législative du Nouveau-Brunswick, au Canada.
Le Parti progressiste-conservateur remporte une majorité de 30 sièges tandis que l'opposition officielle est formée par le Parti libéral, avec 28 sièges.